# 요하네스 피비게르
요하네스 안드레아스 그리브 피비게르(Johannes Andreas Grib Fibiger, 1867년 ~ 1928년)는 덴마크의 병리학자이다. 코펜하겐에서 출생하였다. 그 곳의 대학을 졸업하고, 세균학을 연구하여 1900년부터 코펜하겐 대학의 병리 해부학 교수를 역임하였다. 쥐에게 선충이 기생하는 유충을 먹여, 그 자극으로 암이 발생하는 것을 발견하고, 간암을 앓는 고양이의 촌백충의 유충으로 쥐에 간육종을 발생시켰다. 1926년 노벨 생리학·의학상을 받았으며, 코펜하겐 대학 총장이 되었다.

## 같이 보기
- 발암기생충